# Noni Madueke
Chukwunonso Tristan Madueke (Barnet, Inglaterra, 10 de marzo de 2002), más conocido como Noni Madueke, es un futbolista británico que juega en la posición de centrocampista para el Arsenal F. C. de la Premier League.

## Trayectoria
Tras empezar a formarse como futbolista con las filas inferiores del PSV Eindhoven, finalmente en 2019 ascendió al segundo equipo. Hizo su debut el 26 de agosto de 2019 contra el MVV Maastricht. Al año siguiente subió al primer equipo, haciendo su debut el 19 de enero de 2020 contra el VVV-Venlo en la Eredivisie. Su debut internacional se produjo el 24 de septiembre de 2020 en un partido de clasificación de la Liga Europa de la UEFA 2020-21.
El 20 de enero de 2023 fue anunciado como nuevo fichaje del Chelsea F. C. de Inglaterra, que debería pagar cerca de 29 millones de libras por el traspaso. En dos temporadas y media disputó 92 partidos y en julio de 2025 fue traspasado al Arsenal F. C.

## Selección nacional
El 10 de septiembre de 2024 hizo su debut con la selección de Inglaterra en un encuentro de la Liga de Naciones de la UEFA frente a Finlandia que ganaron por dos a cero y en el que dio la asistencia del segundo gol a Harry Kane.

## Estadísticas

### Clubes
Actualizado al último partido disputado el 8 de julio de 2025.
| Club                         | Div.          | Temporada     | Liga  | Liga  | Liga   | Copas nacionales | Copas nacionales | Copas nacionales | Copas internacionales | Copas internacionales | Copas internacionales | Total | Total | Total  |
| Club                         | Div.          | Temporada     | Part. | Goles | Asist. | Part.            | Goles            | Asist.           | Part.                 | Goles                 | Asist.                | Part. | Goles | Asist. |
| ---------------------------- | ------------- | ------------- | ----- | ----- | ------ | ---------------- | ---------------- | ---------------- | --------------------- | --------------------- | --------------------- | ----- | ----- | ------ |
| Jong PSV · Países Bajos      | 2.ª           | 2019-20       | 6     | 4     | 1      | —                | —                | —                | —                     | —                     | —                     | 6     | 4     | 1      |
| Jong PSV · Países Bajos      | Total club    | Total club    | 6     | 4     | 1      | 0                | 0                | 0                | 0                     | 0                     | 0                     | 6     | 4     | 1      |
| PSV Eindhoven · Países Bajos | 1.ª           | 2019-20       | 4     | 0     | 0      | 0                | 0                | 0                | 0                     | 0                     | 0                     | 4     | 0     | 0      |
| PSV Eindhoven · Países Bajos | 1.ª           | 2020-21       | 24    | 7     | 4      | 1                | 1                | 0                | 7                     | 1                     | 2                     | 32    | 9     | 6      |
| PSV Eindhoven · Países Bajos | 1.ª           | 2021-22       | 18    | 3     | 3      | 3                | 3                | 1                | 14                    | 3                     | 2                     | 35    | 9     | 6      |
| PSV Eindhoven · Países Bajos | 1.ª           | 2022-23       | 5     | 1     | 0      | 1                | 1                | 0                | 3                     | 0                     | 0                     | 9     | 2     | 0      |
| PSV Eindhoven · Países Bajos | Total club    | Total club    | 51    | 11    | 7      | 5                | 5                | 1                | 24                    | 4                     | 4                     | 80    | 20    | 12     |
| Chelsea F. C. Inglaterra     | 1.ª           | 2022-23       | 12    | 1     | 0      | —                | —                | —                | 0                     | 0                     | 0                     | 12    | 1     | 0      |
| Chelsea F. C. Inglaterra     | 1.ª           | 2023-24       | 23    | 5     | 2      | 11               | 3                | 1                | —                     | —                     | —                     | 34    | 8     | 3      |
| Chelsea F. C. Inglaterra     | 1.ª           | 2024-25       | 32    | 7     | 3      | 2                | 0                | 0                | 12                    | 4                     | 1                     | 46    | 11    | 4      |
| Chelsea F. C. Inglaterra     | Total club    | Total club    | 67    | 13    | 5      | 13               | 3                | 1                | 12                    | 4                     | 1                     | 92    | 20    | 7      |
| Arsenal F. C. Inglaterra     | 1.ª           | 2025-26       | 0     | 0     | 0      | 0                | 0                | 0                | 0                     | 0                     | 0                     | 0     | 0     | 0      |
| Arsenal F. C. Inglaterra     | Total club    | Total club    | 0     | 0     | 0      | 0                | 0                | 0                | 0                     | 0                     | 0                     | 0     | 0     | 0      |
| Total carrera                | Total carrera | Total carrera | 124   | 28    | 13     | 18               | 8                | 2                | 36                    | 8                     | 5                     | 178   | 44    | 20     |

## Palmarés

### Títulos nacionales
| Título                        | Club          | País         | Año  |
| ----------------------------- | ------------- | ------------ | ---- |
| Supercopa de los Países Bajos | PSV Eindhoven | Países Bajos | 2021 |
| Copa de los Países Bajos      | PSV Eindhoven | Países Bajos | 2022 |
| Supercopa de los Países Bajos | PSV Eindhoven | Países Bajos | 2022 |

### Títulos internacionales
| Título                            | Club          | Sede              | Año  |
| --------------------------------- | ------------- | ----------------- | ---- |
| Eurocopa sub-21                   | Inglaterra    | Georgia · Rumania | 2023 |
| Liga Conferencia de la UEFA       | Chelsea F. C. | Breslavia         | 2025 |
| Copa Mundial de Clubes de la FIFA | Chelsea F. C. | Estados Unidos    | 2025 |